# SPHERES

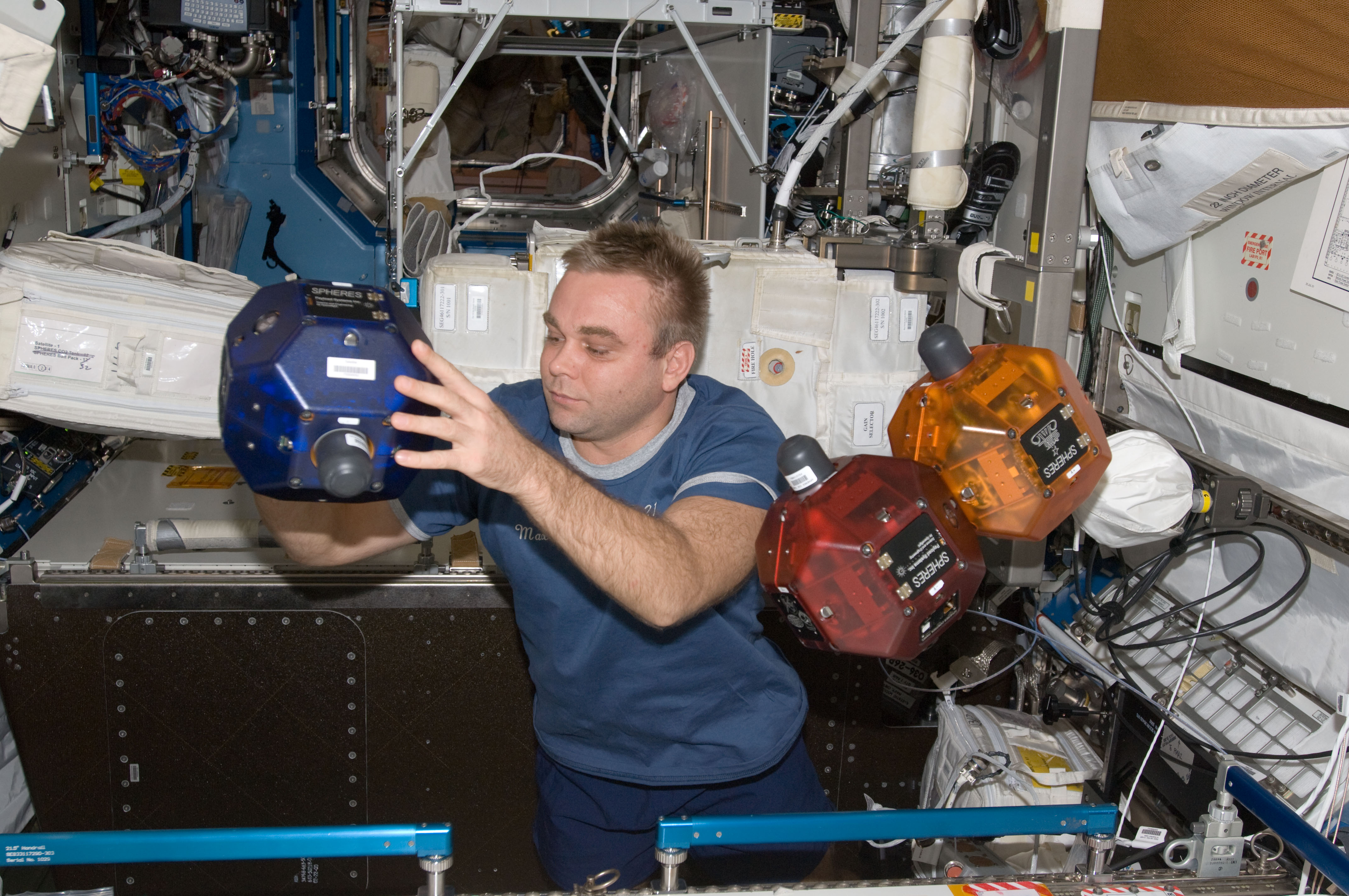
Gli SPHERES sulla Stazione Spaziale Internazionale.

Con il termine SPHERES si intende una particolare famiglia di piccoli satelliti artificiali caratterizzati dalla compattezza, progettati dai MIT essenzialmente per scopi educativi.
Gli SPHERES sono utilizzati per scopi sperimentali/didattici all'interno della Stazione spaziale internazionale. Sono utilizzati nella gara internazionale di robotica aerospaziale Zero Robotics.